# Решение уйти
«Решение уйти» (кор. 헤어질 결심, англ. Decision to Leave) — южнокорейский детективный фильм режиссёра Пак Чхан Ука. В главных ролях снялись китайская актриса Тан Вэй и корейский актёр Пак Хэ Иль. Премьера фильма прошла 23 мая 2022 года на 75-м Каннском международном кинофестивале.

## Сюжет
Расследование гибели мужчины, произошедшей при подозрительных обстоятельствах в горах, приводит порядочного детектива Пак Хэ-Джун к Со-рэ — вдове погибшего.

## В ролях
- Тан Вэй — Со-рэ
- Пак Хэ-иль[англ.] — Пак Хэ-Джун, детектив
- Ли Джонхён[англ.] — Чжун-ан
- Ко Гён Пхё — Су-ван
- Пак Ён-у[англ.] — Хо-шин
- Сео Хён-ву — Са Чхоль-сон, по прозвищу «шлепок»

## Производство
Сценарий фильма написали Пак Чхан Ук и Чон Со Гён, ранее уже работавшие вместе над фильмами «Сочувствие госпоже Месть», «Я — киборг, но это нормально», «Жажда» и «Служанка».
Производством фильма занималась студия Moho Film, а финансированием и продвижением — CJ Entertainment. Съёмки начались в октябре 2020 года. На октябрь 2021 года фильм находился на стадии постпроизводства и не имел даты выхода.

## Выход
Премьера фильма состоялась 23 мая 2022 года на 75-м Каннском международном кинофестивале. 29 июня того же года фильм вышел в прокат в Южной Корее. Стриминговый сервис MUBI приобрёл права на показ фильма в Северной Америке, Великобритании, Ирландии, Индии и Турции.

## Восприятие
На сайте-агрегаторе Rotten Tomatoes фильм имеет рейтинг 90 % на основании 63 критических отзывов.
На Metacritic фильм на основе 22 отзывов получил средневзвешенный балл 83 из 100, что свидетельствует «о положительных отзывах».

## Награды
- 2022 — Приз за лучшую режиссуру на Каннском кинофестивале (Пак Чхан Ук).
- 2022 — приз Вальядолидского кинофестиваля за лучший монтаж (Ким Сан-бом).
- 2022 — участие в конкурсной программе Иерусалимского кинофестиваля.
- 2022 — попадание в пятёрку лучших международных фильмов года по версии Национального совета кинокритиков США.
- 2022 — 3 премии «Большой колокол»: лучший фильм, лучший актёр (Пак Хэ-иль), лучший сценарий (Пак Чхан Ук). Кроме того, лента получила 8 номинаций: лучший режиссёр (Пак Чхан Ук), лучшая актриса (Тан Вэй), лучшая операторская работа (Ким Джи-ён), лучшая музыка (Чо Ёнук), лучший монтаж (Ким Сан-бом), лучшая работа художника-постановщика (Рю Сон-хи), лучшая работа осветителя (Шин Сан-ёл), лучшие костюмы (Джун Э-квак).
- 2022 — 7 премий «Голубой дракон»: лучший фильм, лучший режиссёр (Пак Чхан Ук), лучший сценарий (Пак Чхан Ук, Чон Со Гён), Премия «Голубой дракон» за лучшую женскую роль (Тан Вэй), лучший актёр (Пак Хэ-иль), самая популярная звезда (Ко Гён Пхё), лучшая музыка (Чо Ёнук). Кроме того, лента получила 7 номинаций: лучший актёр второго плана (Ко Гён Пхё), лучшая актриса второго плана (Ли Джонхён), лучшая актриса-дебютантка (Ким Шин-ён), лучшая операторская работа и освещение (Ким Джи-ён, Шин Сан-ёл), лучший монтаж (Ким Сан-бом), лучшая работа художника-постановщика (Рю Сон-хи), лучшее техническое достижение (Джун Э-квак за костюмы).
- 2022 — номинация на премию британского независимого кино за лучший международный независимый фильм.
- 2022 — номинация на Азиатско-Тихоокеанскую кинопремию за лучший сценарий (Пак Чхан Ук, Чон Со Гён).
- 2023 — две номинации на премию BAFTA за лучший фильм не на английском языке и за лучшую режиссуру (Пак Чхан Ук).
- 2023 — номинация на премию «Золотой глобус» за лучший фильм не на английском языке.
- 2023 — 3 Азиатские кинопремии: лучший сценарий (Пак Чхан Ук, Чон Со Гён), лучшая актриса (Тан Вэй), лучшая работа художника-постановщика (Рю Сон-хи). Кроме того, лента получила 8 номинаций: лучший фильм, лучший режиссёр (Пак Чхан Ук), лучший актёр (Пак Хэ-иль), лучшая операторская работа (Ким Джи-ён), лучшая оригинальная музыка (Чо Ёнук), лучший монтаж (Ким Сан-бом), лучший звук (Ким Сук-вон), лучшее микширование звука (Ким Юнджун).
- 2023 — премия Лондонского кружка кинокритиков за лучший иностранный фильм года, а также 3 номинации: лучший фильм года, лучший режиссёр (Пак Чхан Ук), лучшее техническое достижение (Ким Джи-ён за операторскую работу).
- 2023 — номинация на премию «Бодиль» за лучший неамериканский фильм.
- 2023 — номинация на премию «Роберт» за лучший неанглоязычный фильм.
- 2023 — номинация на премию «Спутник» за лучший международный фильм.
- 2023 — номинация на премию «Выбор критиков» за лучший фильм на иностранном языке.